# Palpomyia bottimeri
Palpomyia bottimeri är en tvåvingeart som beskrevs av Eileen D. Grogan och Wirth 1979. Palpomyia bottimeri ingår i släktet Palpomyia och familjen svidknott. Inga underarter finns listade i Catalogue of Life.